# Demitz-Thumitz
Demitz-Thumitz (hornolužickosrbsky Zemicy-Tumicy) je obec v Horní Lužici v německé spolkové zemi Sasko. Nachází se v zemském okrese Budyšín a má přibližně 2 700 obyvatel.

## Historie
Lesní lánová ves Demitz je v písemných pramenech poprvé zmiňována k roku 1374 (či 1382) jako Semicz, vesnice Thumitz je prvně uváděná k roku 1350 jako Thumicz. Obě do té doby samostatné obce se spojily do jedné v roce 1898.

## Přírodní poměry
Obec leží na úpatí Klosterbergu (393 m) na střetu Západolužické pahorkatiny a vrchoviny, Šluknovské pahorkatiny a Hornolužické planiny. Územím protékají potoky Silberwasser a Schwarzwasser. Obcí prochází železniční trať Drážďany–Görlitz se zastávkou Demitz-Thumitz. Na jihu území se nachází několik kamenolomů.

## Správní členění
Demitz-Thumitz se dělí na 9 místních částí:
- Cannewitz (Chanecy)
- Demitz-Thumitz (Zemicy-Tumicy)
- Karlsdorf
- Medewitz (Mjedźojz)
- Pohla (Palow)
- Pottschapplitz (Počaplicy)
- Rothnaußlitz (Čerwjene Noslicy)
- Stacha (Stachow)
- Wölkau (Wjelkowy)

## Pamětihodnosti
- železniční viadukt
- barokní zámek Thumitz
- evangelicko-luterský Kristův kostel
- bývalý katolický kostel Panny Marie Královny míru
- vesnický kostel v Pohle